# Jozsef Korein
Jozsef Korein (24. února 1901 Nagykanizsa – 1. listopadu 1966) byl maďarský fotbalista, brankář. Po skončení aktivní kariéry působil i jako rozhodčí.

## Fotbalová kariéra
Začínal v Maďarsku v Budapešti v týmu Óbudai TE, odkud přešel do týmu třetího budapešťského obvodu. Po roce 1920 působil v Košicích a v užhorodském týmu Ungvári TK. V československé lize chytal za DFC Prag, kde v roce 1925 nastoupil v 8 utkáních. Po sezóně odcestoval do Jižní Ameriky, kde chytal krátce za uruguayský CA Peñarol. Po zranění nohy zde skončil a odešel do Argentiny, kde chytal za Racing Club (Avellaneda).

## Ligová bilance
| Ročník              | Zápasy | Góly | Klub     |
| ------------------- | ------ | ---- | -------- |
| Asociační liga 1925 | 8      | 0    | DFC Prag |
| CELKEM              | 8      | 0    |          |